# Teoría de la herradura

Los politólogos que defienden la llamada “teoría de la herradura” sostienen que la extrema derecha y la extrema izquierda son bastante más similares entre sí de lo que los radicalizados miembros de cada uno de tales grupos podría llegar a admitir.

En ciencia política, la denominada teoría de la herradura asevera que la extrema derecha y la extrema izquierda en realidad se parecen la una a la otra (en ciertos aspectos), de forma muy similar a los extremos de una herradura. La teoría se opone por lo tanto a la tradicional representación lineal del espectro político entre derecha e izquierda.
Esta teoría es atribuida al escritor francés Jean-Pierre Faye y la misma compite con la tradicional concepción lineal entre la izquierda y la derecha, así como también contra algunos sistemas multidimensionales que intentan definir con mayor o menor precisión el espectro político.
Los defensores de esta teoría apuntan hacia las similitudes que existen entre ambos extremos (que incluso hacen que éstos por momentos casi se toquen) y en particular destacan el elemento autoritario o más precisamente totalitario que las caracteriza. En los regímenes políticos de extrema izquierda, tales como lo fue el comunismo soviético (y a diferencia de la China actual), el gobierno toma el control de todos los recursos económicos o los medios de producción (dando lugar a una variante extrema del denominado capitalismo de Estado). No obstante, en los sistemas políticos de extrema derecha (tales como lo fueron el fascismo y el nazismo en la primera mitad del siglo XX), el gobierno también asume el control de la vida económica, aunque no necesariamente expropie o nacionalice de manera formal empresas privadas. Por lo tanto, en este tipo de regímenes también se termina dando lugar al surgimiento de una economía muy centralmente planificada. Al respecto, puede decirse que mientras que la ultraderecha representa un totalitarismo de carácter nacionalista, la ultraizquierda lo hace respecto de uno de clases sociales.
Según esta teoría, dentro de ambos extremos políticos el grupo selecto que detenta el poder se opone a la realización de elecciones generales limpias y transparentes, a la genuina libertad de expresión y de prensa (siendo la segunda una subespecie de la primera) y a las instituciones democráticas similares que caracterizan al centro político.

## Críticas
Los críticos de la “teoría de la herradura” han sugerido que varios sociólogos consideran que la misma ha sido desacreditada. No obstante, respecto del libro GDR and its History (“La RDA y su historia”), escrito por el académico Peter Barker (de la inglesa Universidad de Reading), Peter Thompson (de la también británica Universidad de Sheffield) observa que esta teoría es “crecientemente ortodoxa” y la describe como viendo “a los partidos de [extrema] izquierda y [extrema] derecha estando más cerca entre ellos que [respecto] del centro”.

## Comparación con brújula
Un modelo más complejo que la herradura es la brújula política, en la que las posturas políticas se colocan en dos ejes transversales. Por ejemplo, la libertad económica se coloca en el eje horizontal (izquierda-derecha), mientras que la libertad social se coloca en el eje vertical (autoritarismo-liberalismo), coincidiendo así con la herradura.